# Copa Titano 2023-24
La Copa Titano 2023-24 fue la edición número 64 de la Copa Titano. La temporada comenzó el 7 de septiembre de 2023 y finalizó el 25 de mayo de  2024.
La Fiorita conquistó su 7º título tras ganar en la final al Virtus en los penales, después de un empate sin goles.
El equipo campeón garantizó un cupo en la primera temporada de Liga Europa Conferencia de la UEFA 2024-25.

## Primera ronda
| Fechas                           | Local en la ida | Global       | Local en la vuelta | Ida | Vuelta |
| -------------------------------- | --------------- | ------------ | ------------------ | --- | ------ |
| 27 de septiembre y 25 de octubre | La Fiorita      | 2:0          | Cailungo           | 1:0 | 1:0    |
| 27 de septiembre y 25 de octubre | Fiorentino      | 6:2          | San Giovanni       | 4:1 | 2:1    |
| 27 de septiembre y 25 de octubre | Juvenes/Dogana  | 1:6          | Libertas           | 1:1 | 0:5    |
| 27 de septiembre y 26 de octubre | Faetano         | 2:2 (2:4 p.) | Tre Fiori          | 2:2 | 0:0    |
| 27 de septiembre y 26 de octubre | Cosmos          | 2:3 (pró.)   | Tre Penne          | 1:1 | 1:2    |
| 28 de septiembre y 25 de octubre | Murata          | 0:2          | Domagnano          | 0:0 | 0:2    |
| 28 de septiembre y 25 de octubre | Pennarossa      | 5:2          | Folgore/Falciano   | 1:0 | 4:2    |

## Cuartos de final
| Fechas                          | Local en la ida  | Global | Local en la vuelta | Ida | Vuelta |
| ------------------------------- | ---------------- | ------ | ------------------ | --- | ------ |
| 8 de noviembre y 6 de diciembre | Virtus           | 4:1    | Domagnano          | 2:1 | 2:0    |
| 8 de noviembre y 6 de diciembre | Folgore/Falciano | 0:1    | Tre Fiori          | 0:1 | 0:0    |
| 8 de noviembre y 6 de diciembre | La Fiorita       | 6:2    | Fiorentino         | 2:1 | 4:1    |
| 8 de noviembre y 6 de diciembre | Libertas         | 2:8    | Tre Penne          | 1:3 | 1:5    |

## Semifinales
| Fechas                                     | Local en la ida | Global | Local en la vuelta | Ida | Vuelta |
| ------------------------------------------ | --------------- | ------ | ------------------ | --- | ------ |
| 6 de marzo de 2024 y el 3 de abril de 2024 | Virtus          | 5:1    | Tre Fiori          | 3:1 | 2:0    |
| 6 de marzo de 2024 y el 3 de abril de 2024 | La Fiorita      | 7:2    | Tre Penne          | 4:1 | 3:1    |

## Final
| 25 de mayo de 2024 | Virtus                              | 0:0 (2:4 p.)               | La Fiorita                                       | Estadio Olímpico de San Marino, Serravalle, San Marino |                           |
| 20:45 (CEST)       |                                     | Reporte                    |                                                  | Árbitro(s): William Villa                              | Árbitro(s): William Villa |
|                    |                                     | Tiros desde el punto penal |                                                  |                                                        |                           |
|                    | Lombardi · Barone · Pirini · Sabato |                            | Vitaioli · Fatica · Zampano · Ambrosini · Olcese |                                                        |                           |

## Goleadores
Actualizado el 25 de mayo de 2024.
| Pos. | Jugador       | Equipo     | Goles |
| ---- | ------------- | ---------- | ----- |
| 1    | Abdoul Niang  | Fiorentino | 7     |
| 2    | Abdul Zabre   | Libertas   | 4     |
| 3    | Armando Amati | La Fiorita | 3     |